# Европейски фестивал на пътуващия театър – гр. Сливница
Европейският фестивал на пътуващия театър е ежегодно театрално събитие, провеждано в град Сливница.
Дом на фестивала е местното народно читалище “Съзнание 1907”. Събитието е създадено благодарение на кмета на града Васко Стоилков и под неговия патронаж. Медиен партньор на събитието е Българската национална телевизия.
Директор на фестивала е Бойко Бираджиев, творчески директор е Николай Гундеров.
Фестивалът предоставя сцена за изява на талантливи и успешни театрални формации (професионални и самодейни), както от България, но също и от Европа, насърчавайки мултикултурния диалог, културния обмен и обмяната на идеи между творци и артисти от различни краища на Европа.
На сцената на фестивала са се изявявали такива актьори катоː Павел Поппандов, Филип Трифонов, Мария Статулова, Недялко Йорданов, Сю Ходж и Кийт ‘Падингтън’ Ричардс (от комедийният сериал Ало, ало!),  Бранко Бенинов и много други.
Наименованието ЕВРОПЕЙСКИ ФЕСТИВАЛ НА ПЪТУВАЩИЯ ТЕАТЪР е защитено с регистрация в търговският регистър, с ЕИК/ПИК 206192246 на 12 август 2020 година.

## Награди
Организаторите присъждат 4 основни отличия, разпределени от жури:
- Награда на публиката
- Награда за най-добър актьор
- Награда за най-добра актриса
- Награда на Община Сливница